# اویو سارلا
اویو سارلا (انگلیسی: Yrjö Saarela; ۱۳ ژوئیهٔ ۱۸۸۴ – ۳۰ ژوئن ۱۹۵۱) کشتی‌گیر فرنگی اهل فنلاند بود.
وی در مسابقات کشوری و بین‌المللی در مجموع برندهٔ ۲ مدال طلا، ۱ مدال نقره شده‌است.